# Acanthis cabaret
El pardillo alpino (Acanthis cabaret) es una especie de ave paseriforme de la familia Fringillidae propia de Europa Central y las islas británicas. Es un pájaro pequeño, veteado en tonos pardos. Anteriormente se clasificaba como una subespecie del Acanthis flammea pero recientemente se ha separado como especie propia por la mayoría de autoridades como la British Ornithologists' Union. Aunque es nativo de Europa y ha sido introducido en otros lugares como Nueva Zelanda.

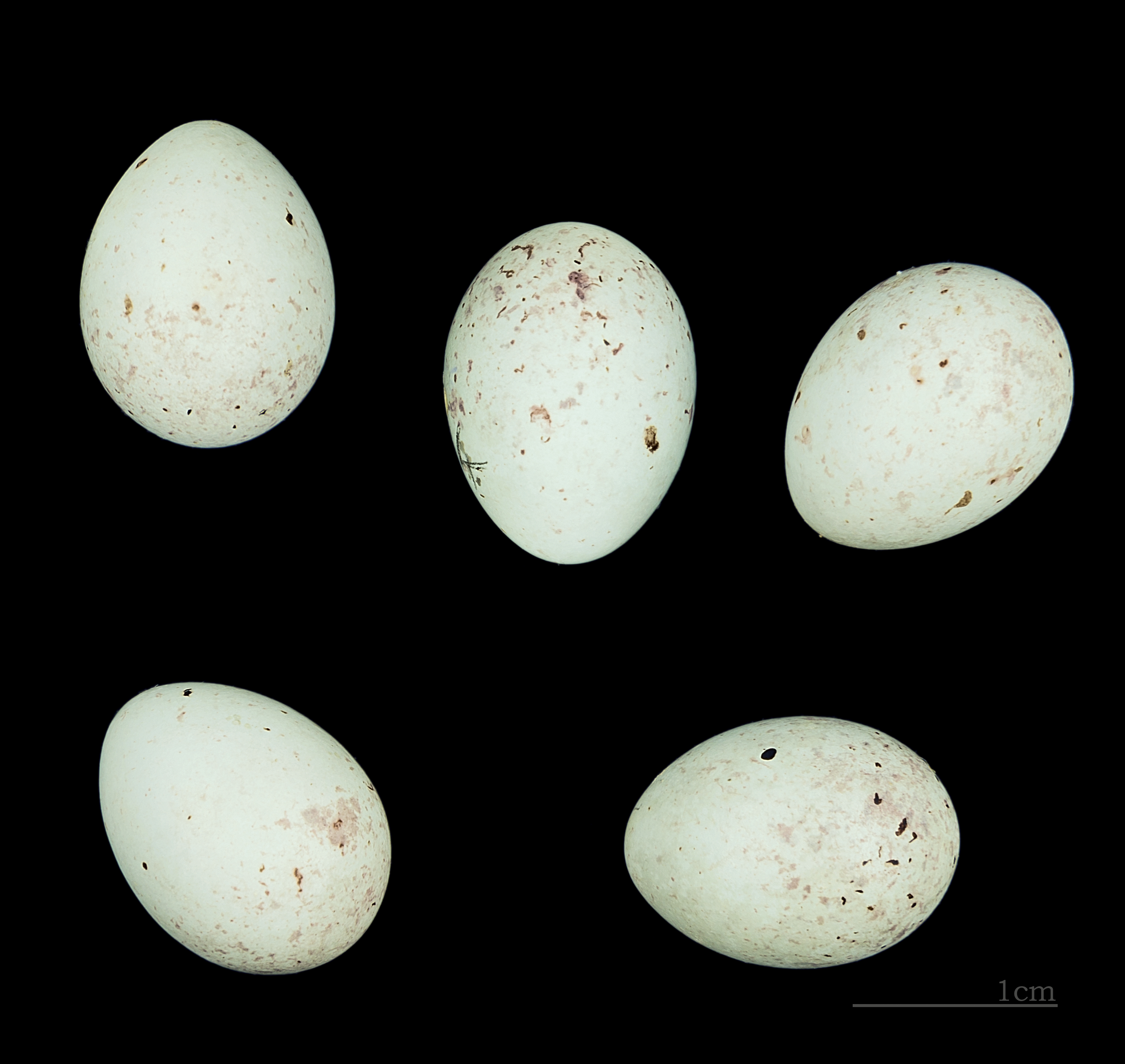
Huevos de Acanthis cabaret

## Descripción
Es un  pequeño fringílido de entre 11,5 a 12,5 cm de longitud con una envergadura de entre 20 a 22,5 cm y un peso que varia entre 9 y 12 g. El pico es corto, cónico y muy puntiagudo y de color verde pálido con la punta oscura. El macho adulto es mayormente marrón con vetas más oscuras en su parte baja. Tiene la frente roja, y la barbilla negra y, durante la temporada de cría, la cara y el pecho toma tonos rosas. Los costados son beige con vetas oscuras y el vientre y la cobertura bajo la cola son blanquecinas. Tiene dos franjas claras en el ala. La hembra adulta es similar pero carece del rosa en el pecho y cara y tiene menos vetas en los costados. Los ejemplares juveniles tienen una cabeza clara sin la frente roja y menos negro en la barbilla.
Habita en bosques de baja densidad, matorrales, tierras de cultivo y dunas. Su propagación se ha visto amenazada por el incremento de las plantaciones de coníferas.